# Abel Aubert du Petit-Thouars
Abel Aubert du Petit-Thouars, född 3 augusti 1793, död 16 mars 1864, var en fransk sjöofficer. Han var son till Aristide Aubert du Petit-Thouars och brorson till Louis-Marie Aubert du Petit-Thouars.
du Petit-Thouars ingick 1805 i marinens tjänst, utmärkte sig på olika sätt som fartygschef och blev 1839 konteramiral, 1846 viceamiral. År 1842 sändes Dupetit Thouars i diplomatiska ärenden till Tahiti, där han lyckades förmå drottningen att ställa landet under franskt protektorat. Sedan François Guizot givit vika för brittiska påtryckningar återkallades du Petit-Thouars, som vid sin hemkomst mottogs med storartade hyllningar. År 1849 var han medlem av nationalförsamlingen.
Auktorsnamnet A.Thouars kan användas för Abel Aubert du Petit-Thouars i samband med ett vetenskapligt namn inom botaniken; se Wikipediaartiklar som länkar till auktorsnamnet.